# Clement Mulenga
Clement Mulenga SDB (Dismashi, 15 de agosto de 1965) é um religioso zambiano e bispo católico romano de Kabwe.
Clement Mulenga ingressou na Ordem Salesiana de Dom Bosco e recebeu o sacramento da ordenação sacerdotal em 25 de agosto de 1998.
Em 29 de outubro de 2011, o Papa Bento XVI o nomeou o primeiro bispo da recém-criada Diocese de Kabwe. O Arcebispo de Lusaka, Telesphore George Mpundu, consagrou-o bispo em 17 de dezembro do mesmo ano; seus co-consagradores foram o Arcebispo Emérito de Lusaka, Cardeal Medardo Joseph Mazombwe, e o Bispo de Mpika, Ignatius Chama.